# (8313) Christiansen
(8313) Christiansen est un astéroïde de la ceinture principale.

## Description
(8313) Christiansen est un astéroïde de la ceinture principale. Il fut découvert le 19 décembre 1996 à la station de Xinglong par le programme Beijing Schmidt CCD Asteroid Program. Il présente une orbite caractérisée par un demi-grand axe de 2,61 UA, une excentricité de 0,17 et une inclinaison de 14,7° par rapport à l'écliptique.

## Compléments